# Роберт Парк
Роберт Езра Парк (1864−1944) − американський соціолог, ідейний натхненник і лідер Чиказької школи емпіричної соціології.
Жодному із відомих американських соціологів до Роберта Парка не вдалось створити свою соціологічну школу, яка б могла розвиватися і створювати ідейний вплив протягом багатьох десятиліть.

## Хронологічна таблиця

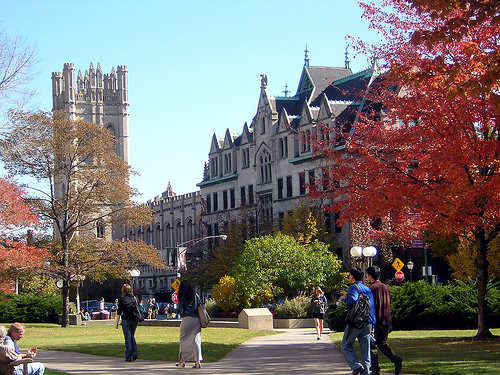
Чиказький університет

14.02.1864 — у графстві Люцерн, штат Пенсільванія народився Роберт Парк. Перші вісімнадцять років провів у провінційному містечку Ред-Уінг на березі Міссісіпі, штат Міннесота.
1882 — закінчив середню школу, але не мав грошей, щоб поступити в університет.
1887 — після закінчення Мічиганського університету, в котрому навчався за власно зароблені кошти, Парк став газетним репортером.
1892 — Парк вирішує покинути репортерство і зайнятися бакалійним бізнесом свого батька, але по дорозі до нього в Уотертаун повернув в Енн Ербор до Дж. Дьюі, який познайомив Парка з новою ідеєю стосовно ролі преси в розвитку сучасного суспільства і з Ф. Фордом.
1897 − 1898 — Парк провів у Гарварді, вивчаючи філософію при так званому «Золотому дворі», одночасно займаючись психологією в лабораторії Мюнстерберга.
1899—1903 — були присвячені філософії і пройшли в Німеччині: спочатку в університеті Фрідріха Вільгельма в Берліні, де Парк прослухав свій перший і єдиний систематичний курс соціології в Г. Зіммеля, потім в Страсбурзі, де найбільше враження на нього справив В.Віндельбанд, що консультував Парка по темі його дисертації.
Г. ЗіммеляГ. Зіммеля
1902 — слідом за Віндельбандом він переїхав у Гейдельберзький університет і захистив там дисертацію «Натовп і публіка: методологічне й соціологічне дослідження».
1904 — Роберт Парк не погодився на пропозицію Смолла викладати соціологію в Чиказькому університеті. Хоча до цього він вже мав 2 роки викладацького досвіду у Гарварді.
1905 — приїжджає до Таскіджі (Алабама) в Інститут Букера Вашингтона, негритянського громадського діяча.
1910 — Парк і Вашингтон відвідали Європу, прагнучи познайомитися зі становищем найбідніших соціальних класів.
1914 — на прохання У. Томаса Парк все-таки погоджується на викладання на соціологічному факультеті Чиказького університету.
1916 — Парк уже вів у Чикаго чотири курси з соціології.
1921 — Парк у співавторстві з Е. Бьорджессом видає «Вступ у науку соціології», задуманий як підручник для студентів-соціологів.
1923 — Парк взяв участь в дослідженні відносин на тихоокеанському узбережжі. Тут він провів 9 місяців, вивчаючи проблеми азійських іммігрантів, зокрема, японців.
1929−1933 — Парк здійснює подорожі по Азії, на Гаваї й у Південну Африку. Вони поповнили його теоретичні висновки новим соціологічним матеріалом.
1934—1944 — Роберт Парк викладав в університетах Чикаго, Мічигану, Фідс-університеті, у Гарвардській недільній школі, у молодіжному центрі Чикаго, не зв'язуючи себе постійним курсом лекцій з жодним з університетів.
7.02.1944 — в місті Нешвілл, куди Парк в 1936 переїхав із Чикаго, перестало битися його серце.

## Становлення Парка як науковця
Все життя Парка складалось так, що будь-які серйозні зміни складалися під впливом певних обставин. Якщо не люди чи події, то якісь внутрішні рушії змушували його робити той чи інший вибір, йти до певної мети.
Закінчивши середню школу десятим учнем в класі (з тринадцяти), він не отримав від батька коштів на подальшу освіту в коледжі. Тоді Роберт заробив їх на залізниці і вступив в університет Міннесоти на природничий факультет. Однак через рік змінив університет Міннесоти на Мічиганський і природничий факультет — на філологічний, де став вивчати класичні мови, а також німецьку, французьку і англійську. Тут же Парк відвідував лекції з логіки Дж. Дьюі, який виявив значний вплив на його соціально-філософські погляди.
Згодом діяльність Роберта Парка набуває не наукового характеру і він займається літературою. Але згодом вирішує що це не його і хоче зайнятись бакалійним бізнесом. Але тут у його житті з'являються люди, що різко змінюють його наміри. Їдучи до батька, Парк вирішує відвідати Дж. Дьюі, що викладав у нього логіку. Там він знайомиться з Ф. Фордом, що впливає на його подальшу журналістську діяльність.
Серед усіх факторів, що сприяли становленню Роберта Парка таким, яким він був, найважливіше виділити людей, з якими він співпрацював, чи у яких навчався.
Безсумнівно, колосальний вплив на Роберта Парка справляли його викладачі, а зокрема У. Джеймс, Дж. Рейс та Дж. Сантаяна. Також Зіммель, в котрого він слухав лекції з соціології та Віндельбанд, що консультував його по дисертації.
«Прагнення безпосередньо пізнавати людську природу вшир і вглиб» привело Парка до Букера Вашингтона. Саме роки праці з Букером Вашингтоном визначили подальший науковий інтерес Парка — расові відносини та взаємодії різних культур.
Надалі його погляди стають самобутніми та самостійними і формують бачення уже його учнів. Серед яких варто виділити Ернста Бьорджесса, з яким вони видали «Вступ у науку соціології».
Парк провів багато часу у подорожах, і всі вони ставали визначальними для його подальших поглядів і діяльності. Серед його мандрувань: з Вашингтоном об'їздив Європу та 7 штатів Америки, в рамках дослідження відвідав тихоокеанське узбережжя, а в 1929—1933 здійснив велику подорож в Азію та Південну Африку.

## Періоди діяльності
Першим періодом діяльності Роберта Парка варто виділити його журналістську діяльність, котра складалась з двох етапів. Перший етап почався після закінчення університету. Парк став газетним репортером (спочатку в Міннеаполісі, потім в Детройті, Денвері, Нью-Йорку) і, навіть написав роман («Острів чарівності») і п'єсу («Право на брехню»).
Потім Дж. Дьюі, знайомить Парка з новою ідеєю стосовно ролі преси в розвитку сучасного суспільства і з Ф. Фордом, котрий уже заразився ідеєю принципово нової газети. Ф. Форд і Р. Парк намагались створити свого роду просвітницькцу газету, яка б подавала поточні події не як фотознімки з реальності, але й розглядала би їх в більш широкому (історичному, філософському, науковому) контексті. Вони прагнули об'єднати можливості преси впливати на суспільну свідомість з академічним потенціалом університетської науки. Але цей задум їм так і не вдалося здійснити.
Другим етапом доцільно вважати подальший науковий розвиток Роберта Парка та захист дисертації. Він провів декілька років у Гарварді, вивчаючи філософію в У. Джеймса, Дж. Рейса й Дж. Сантаяни, займався психологією в лабораторії Мюнстерберга. Наступні чотири роки, присвячені філософії, пройшли в Німеччині: спочатку в університеті Фрідріха Вільгельма в Берліні, де Парк прослухав свій перший і єдиний систематичний курс соціології в Г. Зіммеля, потім в Страсбурзі, де найбільше враження на нього справив В.Віндельбанд, що консультував Парка по темі його дисертації. Потім Парк переїжджає у Гейдельберзький університет де захистив дисертацію «Натовп і публіка: методологічне й соціологічне дослідження». Повернувшись з Німеччини, Парк два роки викладав на філософському факультеті в Гарварді, одночасно займаючись редакторською роботою в Асоціації по Конголезькій реформі й у недільному випуску Бостонскої газети. Однак усе це його не задовольняло. «В академічній атмосфері, − пояснював Парк, — я почував себе хворим і втомленим». Він відмовився від викладання в Гарварді, а також, від пропозиції А. Смолла викладати соціологію в Чиказькому університеті.
Потім настає етап співпраці з Букером Вашингтоном. Разом з Вашингтоном Парк об'їздив сім південних штатів, записав сотні біографій і дійшов висновку, що «вивчення негрів в Америці виявляє всілякі їхні типи й дає можливість досліджувати розвиток сучасного американського суспільства в цілому. Негри в американському середовищі − це соціальна лабораторія». Також Парк і Вашингтон відвідують Європу, прагнучи познайомитися зі становищем найбідніших соціальних класів. У центрі їх уваги були аграрні й національні питання. За шість тижнів подорожі вони побували в Англії, Данії, у Римі, Неаполі, на Сицилії, у Празі, Відні, Будапешті, Берліні, Кракові й зупинились біля російського кордону, перетнути який їм не дозволили. Підсумком цього етапу можна вважати міжнародну конференцію присвячену негритянським проблемам, організацією якої зайнявся Парк.
У Чикаго для Парка почався період інтенсивної дослідницької й викладацької діяльності, головним підсумком якої, крім численних наукових публікацій, стала поява Чиказької школи соціології. Основними темами, які притягали учнів Парка, були расові відносини й місто як соціальне середовище. І те, і інше Парк сприймав як «лабораторію» для вивчення колективної поведінки в його різних проявах. У Чикаго Парк прославився не стільки своїми лекціями з соціології, скільки манерою спілкування зі студентами, здатністю інтенсивно працювати з випускниками, що готують дисертації, не шкодуючи часу й сил. Йому вдавалося, за свідченням Г. Блумера, «піднімати їх на такий рівень досягнень, який, як це не парадоксально, перевершував усі очікування самого студента щодо своїх можливостей». Для обговорення найрізноманітніших тем, які потім нерідко ставали дисертаційними, Парк організував Товариство соціальних досліджень (1920), яке, за його задумом, повинно було «стимулювати широкий інтерес та інтелектуальне співробітництво між факультетом і студентами» у єдиній дослідницькій програмі. Це Товариство забезпечувало студентам контакти і з громадськістю міста (муніципальна влада, громадські організації та інші запрошувалися для виступів у Товаристві), даючи можливість розширити контекст їх досліджень, установити міждисциплінарні зв'язки (між факультетами).
У 1921 р. Парк у співавторстві з Е. Бьорджессом видає «Вступ у науку соціології». До цього в Чикаго вже був підручник соціології (перший у світі), написаний А. Смоллом і Дж. Вінсентом у 1894 р. Але підручник Смолла — брошура, що представляє в основному погляди самого Смолла на соціологічну теорію, — ніяк не може зрівнятися з вагомим томом (на 1000 сторінок) Парка — Бьорджесса, у який було включено 1951 уривок з робіт різних авторів (Г. Зіммеля, Ч. Кулі, У. Томаса, Г. Спенсера, Ч. Дарвіна, Е. Дюркгейма, Г. Тарда, Г. Лобана, самого Р. Парка та ін.), згрупованих за чотирнадцятьма основними розділами. У цьому підручнику Парк представив свою концепцію соціальної еволюції (культурного процесу) як продукту взаємодії природи індивіда з його навколишнім соціальним і природним середовищем.
Початі Парком в 1929−1933 рр. подорожі по Японії, Китаю, Філіппінах, Індонезії, Індії, на Гаваї й у Південну Африку поповнили його теоретичні висновки новим соціологічним матеріалом, та відкрили новий період його діяльності. Особливо Парк виділяв тут загальний процес виходу рас і народів з різного роду ізоляції − географічної, економічної й культурної. Результатом цього глобального етносоціального процесу на індивідуальному рівні є формування нового типу особистості, характерного для сучасного розвитку цивілізації, − маргінальної особистості (це нове для соціології поняття одержало своє перше теоретичне обґрунтування в статтях Парка). Маргінальна особистість, за Парком, − продукт природного культурного процесу взаємодії, що розширюється, культур: «Маргінальна людина − це тип особистості, який з'являється в той час і в тому місці, де з конфлікту рас і культур починають з'являтися нові співтовариства, народи, культури. Доля прирікає цих людей на існування у двох світах одночасно: змушує їх прийняти стосовно обох світів роль космополіта-чужинця. Така людина неминуче стає (порівняно з безпосередньо оточуючим його культурним середовищем) індивідом з більш широким горизонтом, витонченішим інтелектом, більш незалежними й раціональними поглядами. Маргінальна людина − завжди більш цивілізована істота».
Останній період діяльності Парка припав на останні роки його життя, які він присвятив систематизації своїх теоретичних розробок (зокрема, нової редакції підручника) і визначенню свого методологічного принципу в соціології − соціальної екології. Він планував написати монографію по соціальній екології спільно зі своїм учнем Р. Маккензі, до роботи над якою вони приступили у 1936 р. Парк надавав величезного значення цій роботі, вважаючи, що вона покладе початок новій науці. Однак книга так і не була написана через особисті непорозуміння співавторів.

## Основні погляди Роберта Парка
Багато науковців протягом життя змінюють свої погляди. У випадку з Парком такі зміни можна швидше назвати зміною зацікавлень, котрі визначали подальший напрям його досліджень.
Першою проблемою, що сильно зацікавила Парка і стала об'єктом його досліджень на кілька років була проблема негрів у Американському суспільстві. Цим питанням він займався разом з Вашингтоном і результатами цієї праці стала вище згадана конференція, а також курс, що Парк читав на соціологічному факультеті, присвячений проблемам негрів в Америці (рабство й воля, міжрасові відносини, джерела напруженості та шляхи розв'язання міжрасових конфліктів). 1916 р. Парк вів у Чикаго чотири курси з соціології: «Негри в Америці», «Преса», «Натовп і публіка» і «Опитування», − кожен з них був підкріплений найбагатшим фактичним матеріалом, отриманим за роки репортерської роботи та співпраці з Вашингтоном.
Чи не найвагомішими стали дослідження Парка в галузі соціології міста. Була проведена дослідницька програма «Місто як соціальне лабораторія», основний результат якої − книга Парка, Бьорджесса й Маккензі «Місто: пропозиції з вивчення людської поведінки в міській сфері» (1925)".
Цій же темі був присвячений виступ Парка при вступі на посаду президента Американського соціологічного товариства (1925). Основна ідея дослідницької програми, (і монографії Парка − Бьорджесса − Маккензі) − організація ефективного соціального контролю над різноманітними процесами, що відбуваються в місті, який у той же час був би настільки ж «природним», як і традиційні види соціального контролю (родина, клан, плем'я, сусідська спільнота і т.ін.). Чикаго, як і будь-яке інше місто, був, на думку Парка, осередком соціальних процесів і проблем, властивих сучасним цивілізованим суспільствам. При цьому Парк постійно підкреслював «природність» (об'єктивність, еволюційність) походження й розвитку міського співтовариства, визначаючи «місто як соціальний організм». «Безсумнівно й дотепер існувала велика кількість літератури із проблем міста, але ніде дотепер місто не розглядалося як явище природне», — писав Парк.
Він наполегливо проводив у всіх написаних ним розділах даної роботи думку про те, що, для того, щоб мати можливість контролювати міські процеси, конфлікти та інше, необхідно вивчити їх як «соціальні факти», що розвиваються за власними законами, настільки ж непорушними і незалежними від конкретної людської волі і свідомості, як і природні.
Концепція міського розвитку, за Парком, ґрунтується на трьох вихідних принципах: соціальному атомізмі, просторовій мобільності і соціальній взаємодії. Парк неодноразово в цій роботі підкреслює зв'язок соціальної зміни із просторовими характеристиками процесів колективної поведінки. Місто і процес міського розвитку найкращим чином демонструють цей взаємозв'язок.
Як наслідок дослідження культурних процесів в місті, Роберта Парка починають турбувати інші суспільні проблеми, що з'являються на тлі потужної хвилі іммігрантів, що нахлинула в Америку в період Першої світової війни. Американське суспільство зіштовхнулося з фактом відособленості існування численних національних співтовариств (у Чикаго це були німці, італійці, євреї, поляки, литовці й ін.), що загострили проблему їх «американізації», прийняття ними нових культурних норм і зразків поведінки. Корпорація Карнегі організувала у зв'язку із цим проект «Дослідження з американізації», для участі в якому був запрошений і Парк. Його завданням стало вивчення іммігрантської преси на предмет її лояльності до американських цінностей, включеності у життя американського суспільства: результати пошукувань були представлені в роботі «Іммігрантська преса і її контроль» (1922).
У цій публікації Парк дійшов до висновку, що відособленість і «націоналізм» іммігрантських організацій і їх преси − не привід для тривоги, тому що вона сприяє природній адаптації іммігрантів до нового для них американського середовища: спочатку адаптація цілої групи, потім − окремого її представника. Процес групової адаптації уявляється Парку як боротьба за існування різних мов і культур: «Це боротьба культурно ізольованих народів за збереження їхньої культурної спадщини, в той же час − прагнення за допомогою найвідомішої їм (рідної) мови одержати доступ до загальноєвропейської й світової (космополітичної) культури». Преса − найважливіше знаряддя в цій боротьбі.

## Результат діяльності
Діяльність Роберта Парка як науковця та викладача залишила свій слід в історії соціології. Його вчення не залишились без прихильників, яких було чимало серед його учнів. Найважливішу роль у цьому зіграло організоване ним «Товариство соціальних досліджень». Товариство об'єднувало й студентів Чиказького університету, що працювали за межами Чикаго, по всій країні, що дозволяло чиказькому соціологічному товариству зберігати становище домінуючого центру американської соціології протягом 20 — 30-х рр. У роботі зі студентами Парк надавав перевагу неформальним семінарам, обговоренням і навіть «клубним» розмовам. Серед його учнів були такі відомі американські соціологи: Ф. Трешер, Е. Янг, П. Яш, Н. Андерсен, Ч. Джонсон, Дж. Россо, Р. Маккензі, Р. Редфілд; а Е. Хьюз, Г. Блумер, Л. Котрелл, Е. Рейтер, Р. Феріс, Л. Вірт і Ф. Фрезер були президентами Американського соціологічного товариства.
Більшість результатів його багаторічної праці відбилися у його науковому доробку. Основні роботи Парка (монографії, статті, передмови до дисертацій), написані в Чикаго, групуються навколо двох тем — расові відносини й міське середовище. Вони служили Парку «лабораторіями» для вивчення предмета соціології — колективної поведінки. Тому доцільно так і підрозділяти його основні роботи:
1. про предмет соціології, соціологія як наука;
2. расові відносини, міжкультурна взаємодія;
3. соціологія міста.

Загальний методологічний принцип (підхід до вивчення всіх виділених тем, соціологічна парадигма) Парка, який намітився вже в ранніх статтях і розвивався в усіх наступних роботах, сформувався як соціально-екологічний підхід (метод) в соціології.
Підхід Парка до розуміння предмета соціології визначався розумінням соціальної системи як елемента глобальної екосистеми. Соціологія й екологія, таким чином, мають у своїй основі той самий принцип розгляду систем і екологія за своїми завданнями і методам близька до соціології. Процеси, що відбуваються в суспільстві, за Парком, залежать від умов середовища проживання й впливають на зміни в ній. Цей екологічний принцип сприяв поглибленню системного погляду на суспільство в його єдності із природою. Рівновага суспільства із середовищем досягається за допомогою еволюції форм конкуренції: тваринна змагальність заміняється соціальною. Ця ідея Парка підкріплювала висновок про однопорядковість боротьби за існування в природі й конкуренції в суспільстві. Соціальна екологія Парка і його послідовників виступає частиною екологічного знання, а також представляється структурним елементом суспільствознавства. Ця обставина знаменує собою досягнення єдності у всій системі наукового знання. Актуальність ідей Парка підтверджується оформленням різних напрямів, що розбудовують їх. Один з них існує у вигляді інвайронментальної соціології (соціології середовища), що з'явився в 1970-х рр., і який провів теоретичний аналіз реальних відносин суспільства із середовищем проживання.

## Цікаві факти з життя Парка
- Закінчивши середню школу десятим учнем в класі (з тринадцяти), Р.Парк не отримав від батька коштів на подальшу освіту в коледжі. Тоді він заробив їх на залізниці і вступив в університет Міннесоти на природничий факультет.

- Після закінчення університету у 1887 р. Парк став газетним репортером і, навіть написав роман («Острів чарівності») і п'єсу («Право на брехню»).

- Парк обожнював інтелектуальні бесіди. Там де він з'являвся, одразу ж виникав семінар. Він міг говорити на будь-яку тему.

- Роберт Парк інтенсивно працював з випускниками, що готують дисертації, не шкодуючи часу й сил. Йому вдавалося піднімати їх на такий рівень досягнень, який, як це не парадоксально, перевершував усі очікування самого студента щодо своїх можливостей.

- Жодному із відомих американських соціологів до Р. Парка не вдалося створити свою соціологічну школу, яка б могла розвиватися і створювати ідейний вплив протягом багатьох десятиліть.